# Cochranella granulosa
Cochranella granulosa är en groddjursart som först beskrevs av Taylor 1949.  Cochranella granulosa ingår i släktet Cochranella och familjen glasgrodor. IUCN kategoriserar arten globalt som livskraftig. Inga underarter finns listade i Catalogue of Life.